# Gate House and Gate

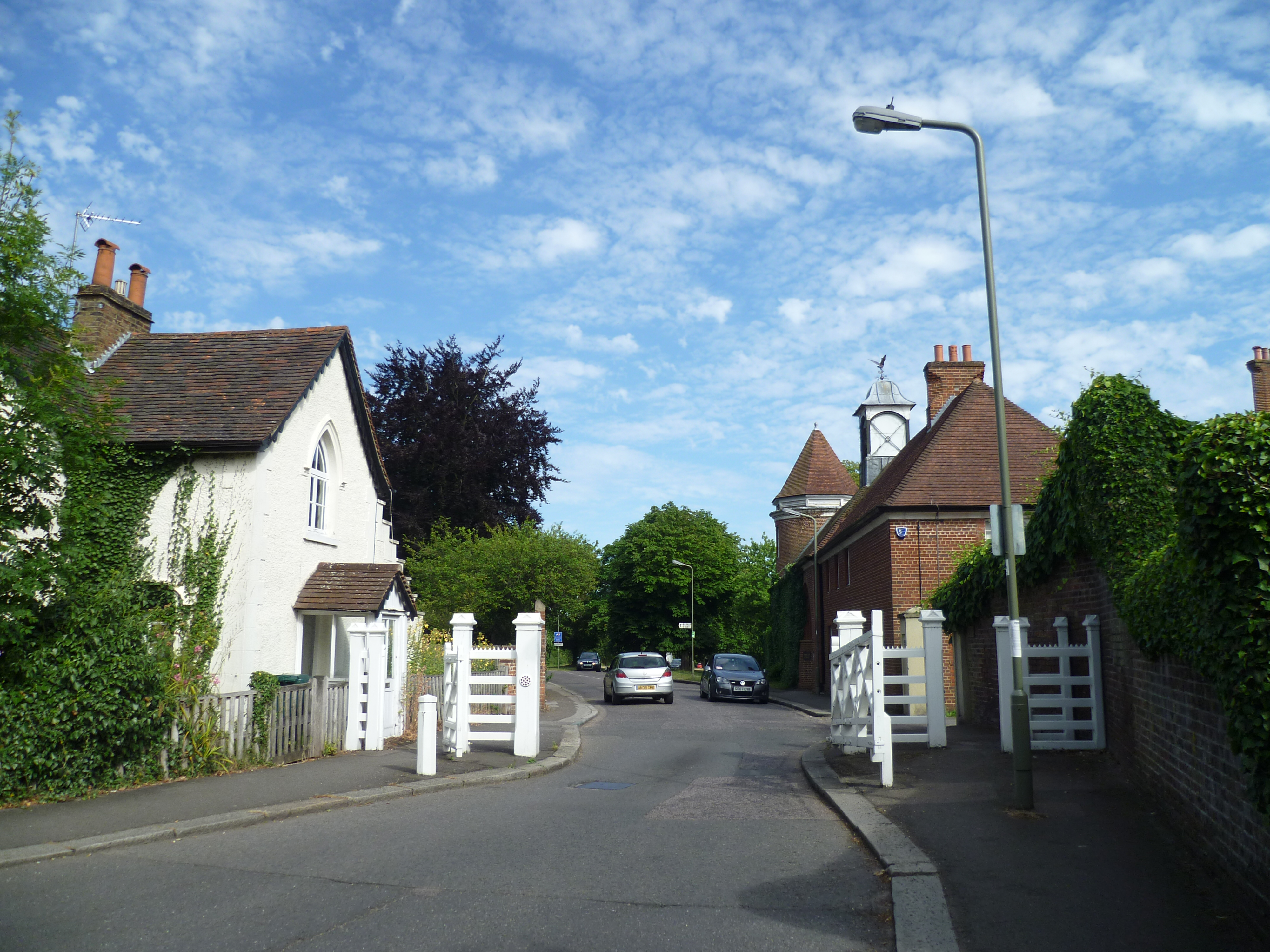
A Gate House e o Gate olhando para leste

Os Gate House and Gate, no bairro londrino de Barnet, são edifícios listados como grau II. A casa é em estilo gótico, do início do século XIX. Os portões são de madeira e são um dos vários portões de madeira branca que marcam os principais pontos de acesso ao Monken Hadley Common .